# Radio Disney (Argentina)
Radio Disney Argentina es una emisora radial argentina de frecuencia modulada con licencia en la ciudad de Buenos Aires, transmitiendo en el Área Metropolitana de Buenos Aires. Pertenece a Difusora Baires S.A., una empresa compuesta por Radio Medios S.A., Disney Argentina y ABC Venture Corp. Además, está afiliada a la cadena Radio Disney Latinoamérica.
Esta emisora se especializa en música de éxitos en español e inglés, y cuenta con un elenco de locutores integrado por jóvenes estudiantes de locución. Su programación está dirigida a toda la familia.
Radio Disney fue la primera estación en ser lanzada como parte de la cadena latinoamericana de Radio Disney.

## Historia
La emisora inició sus transmisiones el 1 de septiembre de 1983 bajo el nombre de «Radio El Mundo FM», como una extensión de la emisora AM del mismo nombre. 
El 14 de agosto de 1986, la estación fue relanzada como «FM Horizonte», enfocándose principalmente en programación musical. Operó bajo esta denominación durante 15 años. En 1990, Amalia Lacroze de Fortabat adquirió una participación accionaria tanto en Horizonte como en Radio El Mundo.
En 1999, ambas emisoras fueron vendidas a una empresa integrada por Constancio Vigil hijo, Gustavo Yankelevich y Víctor González.
El 1 de abril de 2001, la emisora cambió su formato para enfocarse en programación destinada a niños y adolescentes, adoptando el nombre de «Radio Disney». Esta fue la primera estación de radio afiliada a la cadena Radio Disney en Latinoamérica.
Entre 2001 y 2016, la radio operó desde sus estudios y oficinas administrativas ubicadas en el Partido de Vicente López, en la Zona Norte del Gran Buenos Aires. Actualmente, transmite desde Pilar, en la zona suburbana del Gran Buenos Aires, donde se encuentran las nuevas oficinas administrativas de Walt Disney Company Argentina. La antena transmisora se ubica en el Edificio del Ministerio de Obras Públicas en la Capital Federal.